# Верхнее Хаппаярви
Верхнее Хаппаярви — пресноводное озеро на территории Амбарнского сельского поселения Лоухского района Республики Карелии.

## Общие сведения
Площадь озера — 2,3 км², площадь водосборного бассейна — 22,4 км². Располагается на высоте 154,2 метров над уровнем моря.
Форма озера продолговатая: оно почти на три километра вытянуто с запада на восток. Берега каменисто-песчаные, преимущественно возвышенные.
Через Верхнее Хаппаярви протекает ручей, вытекающий из озера Нижнего Куркиярви и впадающий в озеро Нижнее Хаппаярви. Из последнего берёт начало река Семенга, впадающая в Кизреку, которая, в свою очередь, впадает в Топозеро.
Населённые пункты вблизи водоёма отсутствуют На юго-восточном берегу ранее находился лесоучасток Хаппа, куда подходит просёлочная дорога.
Код объекта в государственном водном реестре — 02020000411102000000322.